# Jafar Hassan
Jafar Hassan, né en 1968, est un haut-fonctionnaire jordanien et Premier ministre de la Jordanie depuis le 15 septembre 2024.

## Biographie
Il est titulaire d'un DES et d'un doctorat en sciences politiques et économie internationale de l'Institut de hautes études internationales et du développement de Genève. Il est également titulaire de diplômes d'études supérieures de la Kennedy School of Government de l'université Harvard, de l'université de Boston et d'une licence de l'université américaine de Paris,.
En 2020, il reçoit l'étoile d'or et d'argent de l'Ordre du Soleil levant du Japon pour avoir renforcé les liens entre la Jordanie et le Japon.

### Carrière
Après avoir rejoint le service diplomatique jordanien en 1991, il est en poste à Washington DC et à Genève. De 2006 à 2009, il est directeur du département des affaires internationales à la Cour royale hachémite (en). Il est nommé ministre de la Planification et de la Coopération internationale en 2009, poste qu'il occupe jusqu'en 2013.
En 2014, il devient chef de cabinet du bureau du roi Abdallah II de Jordanie. En 2018, il est nommé vice-Premier ministre chargé des affaires économiques et chargé de mettre en œuvre des réformes visant à réduire la dette publique. En 2021, il devient directeur du bureau (c'est-à-dire chef de cabinet) du roi.
Il est reconduit au poste de directeur du cabinet du roi Abdallah II en mai 2021.
Il est l'auteur d'un livre sur l'économie politique jordanienne, publié en arabe en 2020.
Le 15 septembre 2024, il est nommé Premier ministre par le roi Abdallah II après la démission de Bisher Al-Khasawneh.